# Lionel Casson
Lionel Casson nato Lionel I. Cohen (Brooklyn, 22 luglio 1914 – New York, 18 luglio 2009) è stato uno storico e docente statunitense, professore emerito alla New York University e uno specialista in storia marittima.
Conseguì il BA nel 1934 presso la New York University e nel 1936 divenne assistente professore. In seguito conseguì il dottorato di ricerca nel 1939. Nel 2005 è stato insignito della Medaglia d'oro dell'Archaeological Institute of America.

## Biografia
Era nato Lionel I. Cohen e in seguito cambiò il suo cognome in "Casson". Da adolescente possedeva una barca a vela che utilizzava a Long Island Sound. Frequentò la New York University per tutti i suoi studi collegiali, conseguendo una laurea nel 1934, un master nel 1936 e il dottorato di ricerca nel 1939. Quindi venne assunto dalla NYU come istruttore. Durante la seconda guerra mondiale prestò servizio nella United States Navy come responsabile degli interrogatori dei prigionieri di guerra.
Dopo aver completato il servizio militare, tornò alla New York University, dove divenne professore di materie classiche dal 1961 al 1979. Autore di 23 libri sulla storia marittima e la letteratura classica, utilizzò materiale antico che andava dai discorsi di Demostene alle opere di Tucidide, ai portolani delle navi, agli studi archeologici di antichi relitti e del contenuto delle anfore che trasportavano, per sviluppare un quadro dell'evoluzione della costruzione navale, delle rotte commerciali marittime e della guerra navale nel mondo antico.

## Classici
In un discorso del 2005 all'Archaeological Institute of America, con il quale accettava la sua medaglia d'oro, Casson ricordò una visita nel sud della Francia nel 1953, quando ebbe l'opportunità di rendere visita a Jacques-Yves Cousteau, che stava conducendo un'indagine su un antico naufragio. Dopo aver visitato il magazzino con le centinaia di anfore che erano state portate in superficie, Casson disse di aver subito capito che "ero all'inizio di una fonte totalmente nuova di informazioni su antiche questioni marittime e ho deciso, lì per lì, di sfruttarla". Integrò questo nuovo tesoro di dati con le informazioni che era stato in grado di raccogliere dagli scritti antichi nelle sue opere successive.
Il suo libro del 1959 The Ancient Mariners: Seafarers and Sea Fighters of the Mediterranean in Ancient Times raccontava come le civiltà nel Mar Mediterraneo iniziarono facendo viaggiare le loro navi lungo la costa e poi avanzarono verso viaggi attraverso il mare aperto, lontano dalla vista della costa. Il commercio e le imprese militari portarono a viaggi in luoghi remoti come l'India con imbarcazioni più specializzate che erano un miglioramento delle originarie barche a fondo piatto, in navi come la trireme spinte da centinaia di rematori a velocità di sette nodi all'ora con i loro 170 remi. Illustrated History of Ships and Boats,  pubblicata da Doubleday nel 1964, ha fornito una storia delle barche, dalle antiche imbarcazioni scolpite nel legno o realizzate con pelli di animali fino ai più moderni sottomarini nucleari degli anni 1960.
Nel 2001 la Yale University Press ha pubblicato il libro di Casson Libraries in the Ancient World che utilizza riferimenti presenti in opere antiche e prove archeologiche in Medio Oriente e nel mondo greco-romano per seguire lo sviluppo della scrittura, la creazione dei primi libri e il processo di copiatura degli stessi a mano e assemblandoli in biblioteche. Nel libro, Casson mette Omero in cima alla lista degli autori più popolari, "con l'Iliade favorita sull'sull'Odissea" nella sua lista dei best seller. Documenta le transizioni dalle tavolette d'argilla, ai papiri e ai rotoli di pergamena, e lo sviluppo del codice come precursore del libro moderno. Casson rifiuta la storia accettata secondo cui la Biblioteca di Alessandria fu distrutta nel 48 a.C. e sostiene che le prove dimostrano che essa continuò ad esistere fino al 270 durante il regno dell'imperatore romano Aureliano.
Era un membro del club di banchetti letterari maschili, i Trap Door Spiders.
Casson è morto di polmonite a Manhattan all'età di 94 anni il 18 luglio 2009. Ha lasciato sua moglie, l'ex Julia Michelman, due figlie e due nipoti.

## Opere
- Casson, Lionel (1959). The Ancient Mariners : Seafarers and Sea Fighters of the Mediterranean in Ancient Times. Victor Gollancz.
- Casson, Lionel (1991). The Ancient Mariners (Second Edition). Princeton University Press. ISBN 0-691-01477-9
- Casson, Lionel (1960). Masters of Ancient Comedy. The MacMillan Co.
- Casson, Lionel (1980). Masters of Ancient Comedy: Selections from Aristophanes, Menander, Plautus, Terence. Funk & Wagnalls Co. ISBN 0-308-60016-9
- Casson, Lionel (1962). Selected Satires of Lucian. (Translated and edited by Casson.)
- Casson, Lionel (1964). Illustrated History of Ships & Boats. Doubleday & Company, Inc.
- Casson, Lionel (1974). Travel in the Ancient World. George Allen & Unwin Ltd.
- Casson, Lionel (1994). Travel in the Ancient World (Second Edition). The Johns Hopkins University Press. ISBN 0-8018-4808-3
- Casson, Lionel (1975). The Horizon Book of Daily Life in Ancient Rome. Simon & Schuster. ISBN 0-07-010216-3
- Casson, Lionel (1999). Everyday Life in Ancient Rome (Revised and Expanded Edition). The Johns Hopkins University Press. ISBN 0-8018-5992-1
- Casson, Lionel (1977). Mysteries of the Past. American Heritage Publishing Co.
- Casson, Lionel (1983). Great Ages of Man: Ancient Egypt. Random House Value Publishing. ISBN 0-517-41233-0
- Casson, Lionel (1995). Ships and Seamanship in the Ancient World. The Johns Hopkins University Press. ISBN 0-8018-5130-0
- Casson, Lionel (2001). Everyday Life in Ancient Egypt (Revised and Expanded Edition). The Johns Hopkins University Press. ISBN 0-8018-6601-4
- Casson, Lionel (2002). Libraries in the Ancient World (New Edition). Yale University Press. ISBN 0-300-09721-2